# Развитие самосознания
Развитие самосознания — этап в процессе онтогенеза у животных (в т.ч. человека), в ходе которого у ребёнка появляется понимание того, что он собой представляет, какими качествами обладает, как относятся к нему окружающие и чем вызвано это отношение. Наиболее явно самосознание проявляется в самооценке, то есть в том, как ребёнок оценивает свои достижения и неудачи, свои качества и возможности.

## Проблема развития самосознания
Существует несколько точек зрения на проблему развития самосознания у человека. Одна из точек зрения, высказанная В. М. Бехтеревым, состоит в том, что простейшее самосознание в развитии ребёнка предшествует сознанию, то есть ясным и отчётливым представлениям о предметах. Согласно точке зрения Л. С. Выготского и С. Л. Рубинштейна, самосознание — это этап в развитии сознания, подготовленный развитием речи и произвольных движений, ростом самостоятельности, вызванным этим развитием, а также связанными с этими процессами изменениями во взаимоотношениях с окружающими. Здесь идёт речь об этапе в развитии ребёнка, на котором он овладевает речью и предпринимает попытки самостоятельного действования (2—3 года). П. Р. Чамата, опираясь на идеи И. М. Сеченова, подчёркивает, что самосознание, как и сознание, возникает не сразу, а по мере овладения собственным телом. Органы своего тела постепенно осознаются ребёнком по мере того, как превращаются в своеобразные «орудия» его деятельности.
Таким образом, возникновение самосознания связывается с происходящим с первых недель жизни процессом дифференциации внешних и внутренних ощущений, с субъективным отделением ребёнка от матери, наступающим к концу первого года жизни, с осознанием зарождающейся самостоятельности, обусловленной увеличением произвольности движений и возможностью речевого самовыражения, наступающей к 2—3 годам.

## Структура самосознания
В структуре самосознания можно выделить (по Л. Д. Столяренко):
1. Осознание близких и отдалённых целей мотивов своего «Я» («Я как действующий субъект»).
2. Осознание своих реальных и желаемых качеств («Реальное Я» и «Идеальное Я»).
3. Познавательные, когнитивные представления о себе («Я как наблюдаемый объект»).
4. Эмоциональное, чувственное представление о себе.[3].

## Стадии развития самосознания у человека
Выделяют следующие стадии развития самосознания у человека:

### 1. Ранний возраст
- Осознание границ своего тела — 1 год.
- Формирование у ребёнка способности к самостоятельным действиям с предметами.
- От года до трёх лет зарождается самосознание. Примерно в 2 года ребёнок начинает себя узнавать в зеркале, что является простейшей формой самосознания.
- Новый этап в развитии самосознания начинается, когда ребёнок называет себя по имени в третьем лице.
- К трём годам появляется местоимение «Я», появляется первичная самооценка — осознание не только своего «Я», но и того, что «Я — хороший», «Я очень хороший». Подобное завышение самооценки связано с потребностью в безопасности и носит эмоциональный характер, а также сильно зависит от близких взрослых.

### 2. Дошкольный возраст
- Самосознание начинает формироваться к концу дошкольного возраста благодаря интенсивному интеллектуальному и личностному развитию. Ребёнок приобретает сначала умение оценивать действия других людей (чаще всего близких взрослых), а затем — собственные действия, моральные качества и умения.
- Самооценка зависит от оценки взрослого, воспитателя.
- Адекватный образ «Я» формируется у ребёнка при гармоничном сочетании знаний, почерпнутых из собственного опыта (что я могу сделать, как я поступил) и из общения со взрослыми и сверстниками.
- Развитие самосознания в этот период зависит от особенностей семейного воспитания.
- Происходит осознание своих переживаний, проявляющееся в том, что в конце дошкольного возраста он ориентируется в своих эмоциональных состояниях и может выразить их словами: «я рад», «я огорчён», «я сердит».
- Начинается осознание себя во времени, то есть в 6—7 лет ребёнок помнит себя в прошлом, осознает в настоящем и представляет себя в будущем: «когда я был маленьким», «когда я вырасту большой».
- Возникают рациональные компоненты самооценки, осознание некоторых своих качеств и поведения, согласующегося с требованиями взрослых. Но несмотря на это, ребёнок судит о себе поверхностно и оптимистично. Если его просят описать себя, то он это сделает в основном с внешней точки зрения: цвет волос, рост, любимые занятия.

### 3. Младший школьный возраст
- Самооценка становится в целом более адекватной и дифференцированной. Ребёнок различает свои физические и моральные качества, оценивает свои способности, сравнивая себя с другими.
- К концу этого возрастного периода ребёнок характеризует себя, всё чаще описывая типичное для себя поведение, ссылается на свои мысли и чувства.
- Оценки становятся объективными, стабильными, наряду с аффективными компонентами появляются и рациональные.

### 4. Подростковый возраст
- Последовательно появляются две особые формы самосознания: чувство взрослости и «Я-концепция». Чувство взрослости — отношение подростка к себе как к взрослому, ощущение и осознание себя в какой-то мере взрослым человеком.
- Возникает интерес к своему внутреннему миру, а затем происходит усложнение и углубление самопознания. Другими словами подросток открывает для себя свой внутренний мир.
- Самооценка в подростковом возрасте оказывается низкой по своему общему уровню и неустойчивой, однако может быть высокой (как компенсаторный механизм).
- В ходе социализации расширяются и углубляются связи человека с людьми, группами, обществом в целом, происходит становление в человеке образа его «Я». Образ «Я», или самосознание (представление о себе), не возникает у человека сразу, а складывается постепенно, на протяжении его жизни под воздействием многочисленных социальных влияний и включает четыре компонента:
  - Сознание отличия себя от остального мира.
  - Сознание «Я» как активного начала субъекта деятельности.
  - Сознание своих психических свойств, эмоциональные самооценки.
  - Социально-нравственная самооценка, самоуважение, которое формируется на основе накопленного опыта общения и деятельности.[3]